# Ti West

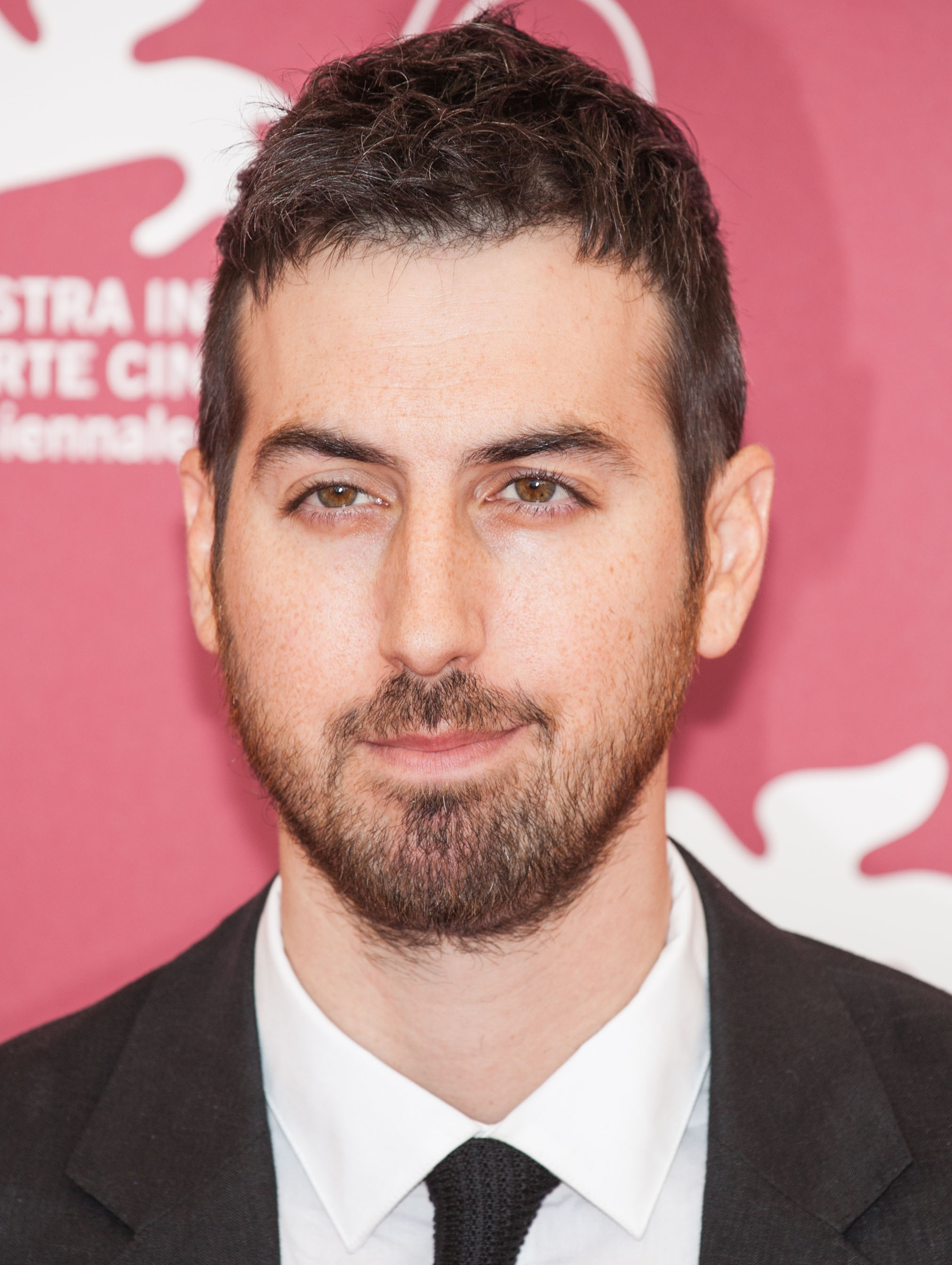
Ti West (2013)

Ti West (* 5. Oktober 1980 in Wilmington, Delaware) ist ein US-amerikanischer Filmregisseur, Drehbuchautor und Filmeditor.

## Leben
West gab sein Debüt als Regisseur mit dem Kurzfilm  The Wicked im Jahr 2001. 2005 folgte der Horrorfilm The Roost – Angriff der Fledermäuse. West blieb dem Horrorfilm treu und drehte – abgesehen von Trigger Man – Der Scharfschütze aus dem Jahr 2007 – weitere Filme in diesem Genre. Bei seinen Filmen ist er auch für die Drehbücher verantwortlich, häufig auch für den Schnitt.
West distanzierte sich nach der Produktion von Cabin Fever 2 von der verbreiteten Schnittfassung aus dem Jahr 2009.
Seit 2015 ist er vor allem für Fernsehserien als Regisseur tätig. Ein künstlerischer Überraschungserfolg war sein 2022 veröffentlichter Slasher-Film X und der im selben Jahr veröffentlichte Nachfolger Pearl, der von der Filmkritik einhellig begeistert aufgenommen wurde. 2024 erschien der handlungsverwandte Film MaXXXine, der die Reihe abschließen soll.
Im Sommer 2025 wurde West Mitglied der Academy of Motion Picture Arts and Sciences.

## Filmografie (Auswahl)
- 2005: The Roost – Angriff der Fledermäuse (The Roost)
- 2007: Trigger Man – Der Scharfschütze (Trigger Man)
- 2009: The House of the Devil
- 2009: Cabin Fever 2 (Cabin Fever 2: Spring Fever)
- 2011: The Innkeepers – Hotel des Schreckens (The Innkeepers)
- 2011: You’re Next (als Schauspieler)
- 2012: V/H/S – Eine mörderische Sammlung (V/H/S, Segment Second Honeymoon)
- 2012: The ABCs of Death/22 Ways to Die (The ABCs of Death, Segment M is for Miscarriage)
- 2013: Drinking Buddies
- 2013: The Sacrament
- 2016: In a Valley of Violence
- 2020: Tales from the Loop (Fernsehserie, 1 Episode)
- 2022: X
- 2022: Pearl
- 2024: MaXXXine